# Zakaria Katif
Pour la colonie, voir Katif.
Zakaria, dit Ziko Katif, est un raseteur français.

## Biographie
Né le 15 janvier 1993 à Montpellier, Zakaria Katif fait ses débuts dans les encierros, où il se fait remarquer et se voit proposer d'intégrer l'école taurine de Vendargues.
Il entre en compétition pour le trophée de l'Avenir dès 2013. Réputé pour son agilité, il est néanmoins malmené et blessé au sternum par le taureau Estepous à Montfrin, ce qui ne l'empêche pas de remporter l'Avenir dès cette première année de course. 
Passé au trophée des As l'année suivante, il finit sixième à cause d'un accident de voiture qui l'immobilise un mois et demi. En 2014 encore, il s'illustre dans un mano a mano avec Joachim Cadenas à Beaucaire. En 2015, il parvient à emporter les As pour la première fois. 
Jacky Siméon estime qu'il perd de son aisance à partir de 2016, tout en demeurant « très à l'aise dans les pistes moyennes », et en continuant de récolter de multiples trophées. Selon le même, il finit par « reprendre confiance » en 2019, gagnant en précision et emportant son deuxième trophée des As. 
Trophée des As : 2015 - 2019 - 2022 - 2023 - 2024 (5 éditions). Avec cette victoire en 2024, il dépasse le razeteur Loïc Auzolle (titré 4 fois) et ce place deuxième derrière le Grand Razeteur Sabri Allouani.